# Доусон, Дана
Да́на До́усон (англ. Dana Dawson; 7 августа 1974, Джамейка, Куинс, Нью-Йорк, США — 10 августа 2010, Нью-Йорк, США) — американская актриса и певица.

## Карьера
Дана Доусон дебютировала в качестве актрисы в 7-летнем возрасте в национальном туре мюзикла «Энни». Доусон была дублёром героини по имени Мими из мюзикла «Богема» в 2000 году и присоединилась к актёрскому составу Бродвея в 2001 году.
Как певица, Дана выпустила свой первый сингл в 1988 году — «Ready To Follow You». Песня была написана французской певицей Жаклин Тайеб, записана во Франции и достигла Top 20 во французском чарте. Доусон затем работала с французскими продюсерами в записи своего дебютного альбома — «Paris, New York and Me». Альбом включал в себя её дебютный сингл и ещё четыре песни, ставших синглами, которые пользовались популярностью во Франции в начале 1990-х годов, особенно «Romantic World» и «Tell Me Bonita», которые достигли 4-й позиции во французском чарте. Альбом стал «золотым» во Франции.
В 1993 году Дана взяла творческий перерыв на 2 года, чтобы сделать свою карьеру более международного значения, так как в те года она была известна лишь во Франции и её работы были недоступны в других странах. Доусон подписала контракт с EMI и начала работать и набирать популярность в Великобритании. Её второй альбом, «Black Butterfly», был выпущен в октябре 1995 года и включал в себя три сингла, которые попали в британский чарт «UK Singles Chart»: песня «3 Is Family» заняла 9 место в июле 1995 года, «Got to Give Me Love» — 27-й место в октябре 1995 года и «Show Me» — 28-е место в мае 1996 года. Альбом был доступен во всей Европе, а также в Японии. Песня «3 Is Family» была основным хитом альбома.
В 2001 году песня Даны «Nice Life» звучала телесериале «Лиззи Магуайер» и был выпущена в качестве сингла во Франции.

## Личная жизнь и смерть
Дана вышла замуж за своего давнего друга музыканта и художника Джейсона Карри 7 июля 2007 года в Гамильтоне (Бермуды). 3 года спустя, 10 августа 2010 года, спустя 3 дня после своего 36-летия Доусон скончалась после 10-месячной борьбы с раком толстой кишки в 4:37 утра по нью-йоркскому времени.